# Navalmoralejo
Navalmoralejo es un municipio y localidad española de la provincia de Toledo, en la comunidad autónoma de Castilla-La Mancha. El término municipal tiene una población de 54 habitantes (INE 2024).

## Toponimia
El término Navalmoralejo parece que viene de la expresión Las Navas del moro Alejo.
Navas significado Tierra baja y llana situada por lo general entre montañas.
La historia popular cuenta que el pueblo fue creado por un moro desterrado, llamado Alejo, que procedía de un antiguo recinto denominado "Ciudad de Vascos", y que por desavenencias con el "Jefe" o "Jeque" fue desterrado a este lugar, dedicándose al pastoreo y fundando así el pueblo. De él viene el nombre Navas del Moro Alejo, que quedaría en Navalmoralejo. Esta posibilidad quedó descartada al descubrirse que antes del siglo XVII se conocía al municipio con el nombre de Navalmoral y que para distinguirse de otros pueblos con el mismo nombre fue añadido el sufijo -ejo.
La denominación inicial se debe al estar la población situada en una nava que contenía morales o moreras. Jiménez de Gregorio es más específico al señalar la existencia de una fuente anterior al poblado, conocida como Fuente del Moral, como origen del nombre.

## Geografía
El municipio se encuentra situado «á la falda de una sierra al S.». Pertenece a la comarca de la Campana de Oropesa y linda con los términos municipales de Villar del Pedroso al oeste en la provincia de Cáceres y Azután al norte, Aldeanueva de Barbarroya al este y La Estrella al sur, en la de Toledo.
Su cota más alta se encuentra en el monte Peladilla, cuya cima se encuentra a una altitud de 604 m sobre el nivel del mar. Al noreste se emplaza la presa del embalse de Azután donde vierte sus aguas el río Uso, cuyo cauce forma frontera con el término de Aldeanueva de Barbarroya. De sur a norte es recorrido por el arroyo Andilucha que pasa cerca del poblado y desemboca en el Tajo dentro del término de Azután. En el término se encuentra el despoblado de Fuentelapio.

## Historia
El pueblo tuvo su origen en las inmediaciones de una atalaya del tiempo musulmán[cita requerida].  Entre finales del siglo XIII y comienzos del siglo XV tuvo lugar la repoblación de la zona.
A mediados del siglo XIX, el lugar tenía contabilizada una población de 190 habitantes. Por entonces tenía 52 casas de pizarra y el presupuesto municipal ascendía a 3080 reales, de los cuales 1300 eran para pagar al secretario. Aparece descrito en el decimosegundo volumen del Diccionario geográfico-estadístico-histórico de España y sus posesiones de Ultramar de Pascual Madoz de la siguiente manera:

NAVALMORALEJO: l. con ayunt. en la prov. y dióc. de Toledo (19 leg.), part. jud. del puente del Arzobispo (1), aud. terr. de Madrid (27), c. g. de Castilla la Nueva. sit. á la falda de una sierra al S.: es de clima templado, bien ventilado y se padecen catarrales. Tiene 52 casas de pizarra en 6 calles y 2 plazas sin empedrar, la de ayunt. que sirve de cárcel; escuela dotada con 600 rs. de los fondos públicos, á la que asisten 13 niños de ambos sexos; igl. dedicada á San Pedro apóstol, aneja á la parr. de la Estrella, servida por un teniente, y detras de ella el cementerio. Se surte de aguas potables en una fuente salobre y delgada. Confina el térm. al N. con el de Azután; E. Aldea nueva de Valvarroya; S. la Estrella, y O. Villar del Pedroso (Cáceres); estendiéndose media leg. de N. á S., lo mismo de E. á O., y comprende el desp. de Fuente el Apio, 2 montes pequenos poblados, una alameda y la deh. boyal, de pasto: le baña el arroyo Andilucha. El terreno es de secano y de inferior calidad. Los caminos vecinales. El correo se recibe en el puente del Arzobispo por balijero 3 veces á la semana. prod.: trigo, centeno, cebada y garbanzos; se mantiene ganado lanar y vacuno, y se cria caza menor. pobl.: 53 vec., 190 alm. cap. prod.: 394,666 rs. imp.: 10.226. contr.: segun el cálculo oficial de la prov. 74'48 por 100. presupuesto municipal 3,080, del que se pagan 1,300 al secretario por su dotacion y se cubre con los ingresos de propios, que consisten en yerbas y bellota.
(Madoz, 1849, p. 60)

## Demografía
Cuenta con una población de 54 habitantes (INE 2024).
| Gráfica de evolución demográfica de Navalmoralejo entre 1842 y 2021                                                   |
| |
| Población de derecho según los censos de población del INE. Población de hecho según los censos de población del INE. |

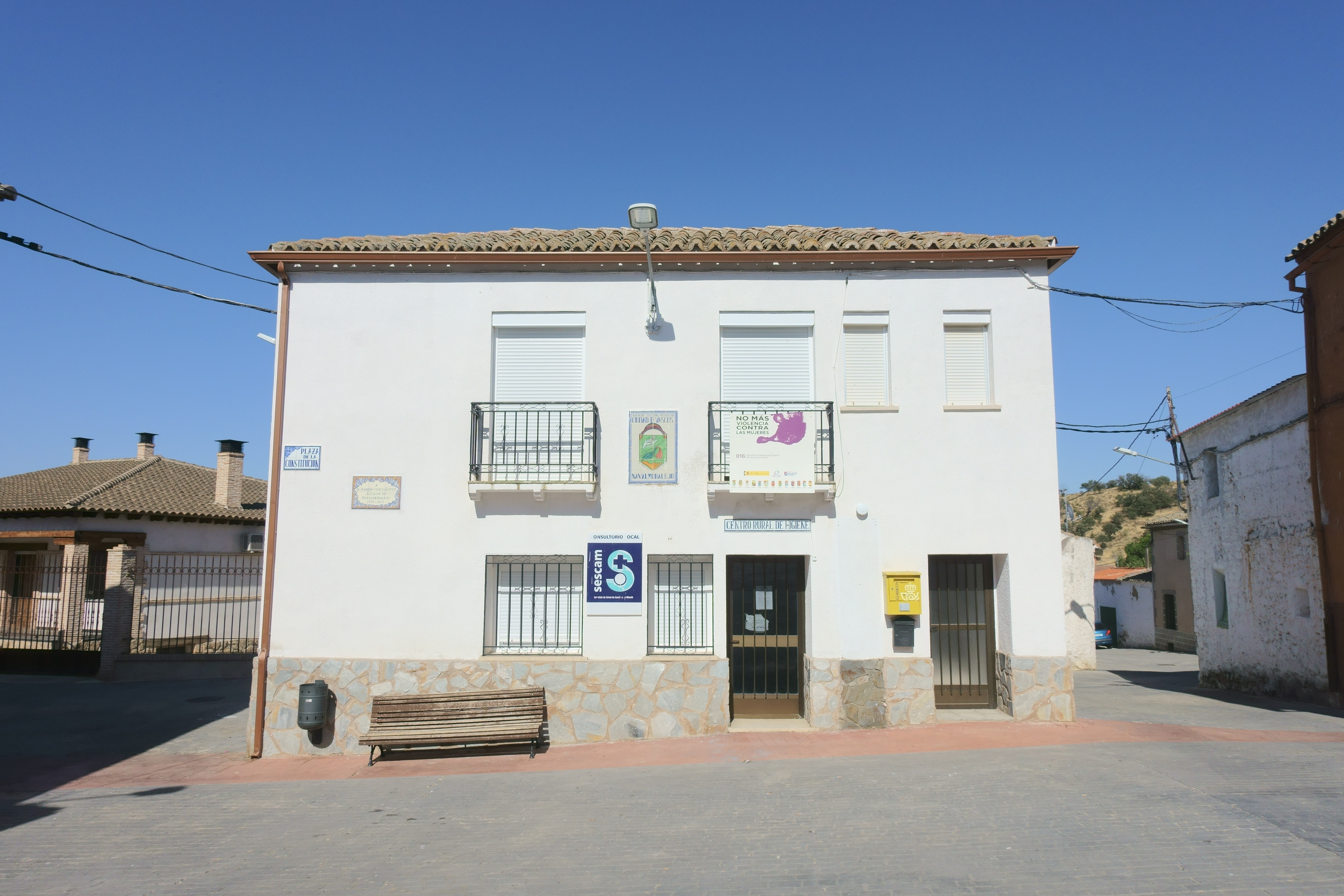
Consultorio

El ligero aumento de la población en la primera mitad del siglo XX se transformó en un rápido descenso a partir de los años 1960. En la siguiente tabla, donde se muestra la evolución del número de habitantes entre 1996 y 2017 según datos del INE, se sigue apreciando una lenta disminución.
| 88                        | 85 | 79 | 72 | 70 | 72 | 66 | 68 | 66 | 63 | 73 | 67 | 73 | 72 | 70 | 70 | 70 | 64 |
| (Fuente: INE [Consultar]) |    |    |    |    |    |    |    |    |    |    |    |    |    |    |    |    |    |

NOTA: La cifra de 1996 está referida a 1 de mayo y el resto a 1 de enero.

## Economía
Su economía se ha basado desde siempre en la agricultura.

## Administración
| Periodo   | Nombre                           | Partido       |
| --------- | -------------------------------- | ------------- |

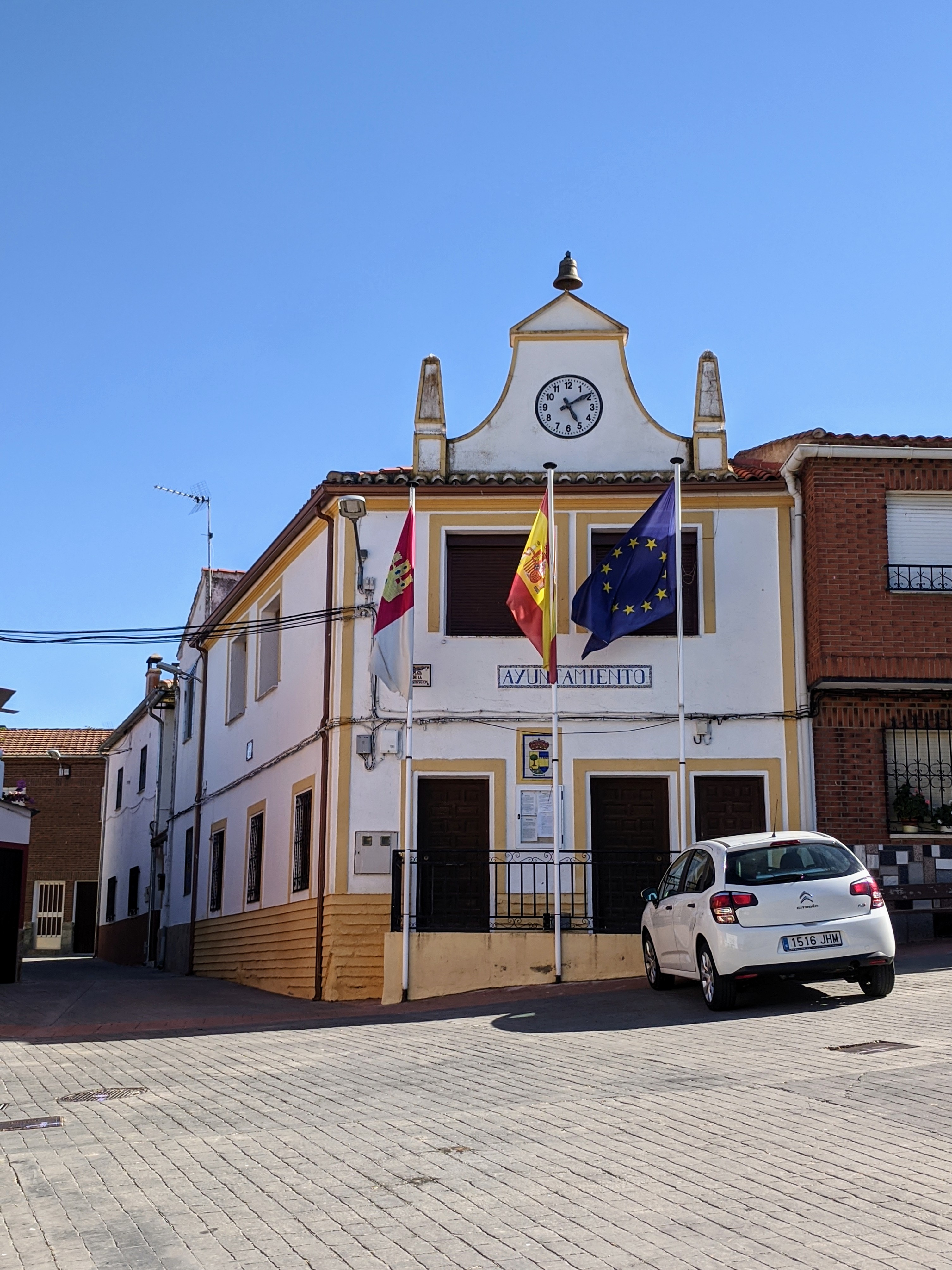
Casa consistorial

| 1979-1983 | Manuel Ramón Chico López         | UCD           |
| 1983-1987 | Manuel Ramón Chico López         | Independiente |
| 1987-1991 | Manuel Ramón Chico López         | Independiente |
| 1991-1995 | Manuel Ramón Chico López         | Independiente |
| 1995-1999 | Manuel Ramón Chico López         | Independiente |
| 1999-2003 | Manuel Ramón Chico López         | Independiente |
| 2003-2007 | Manuel Ramón Chico López         | PP            |
| 2007-2011 | Manuel Ramón Chico López         | PP            |
| 2011-2015 | Manuel Ramón Chico López         | PP            |
| 2015-2019 | Francisco Javier Pulido Toledano | PSOE          |
| 2019-2023 | Francisco Javier Pulido Toledano | PSOE          |

## Patrimonio

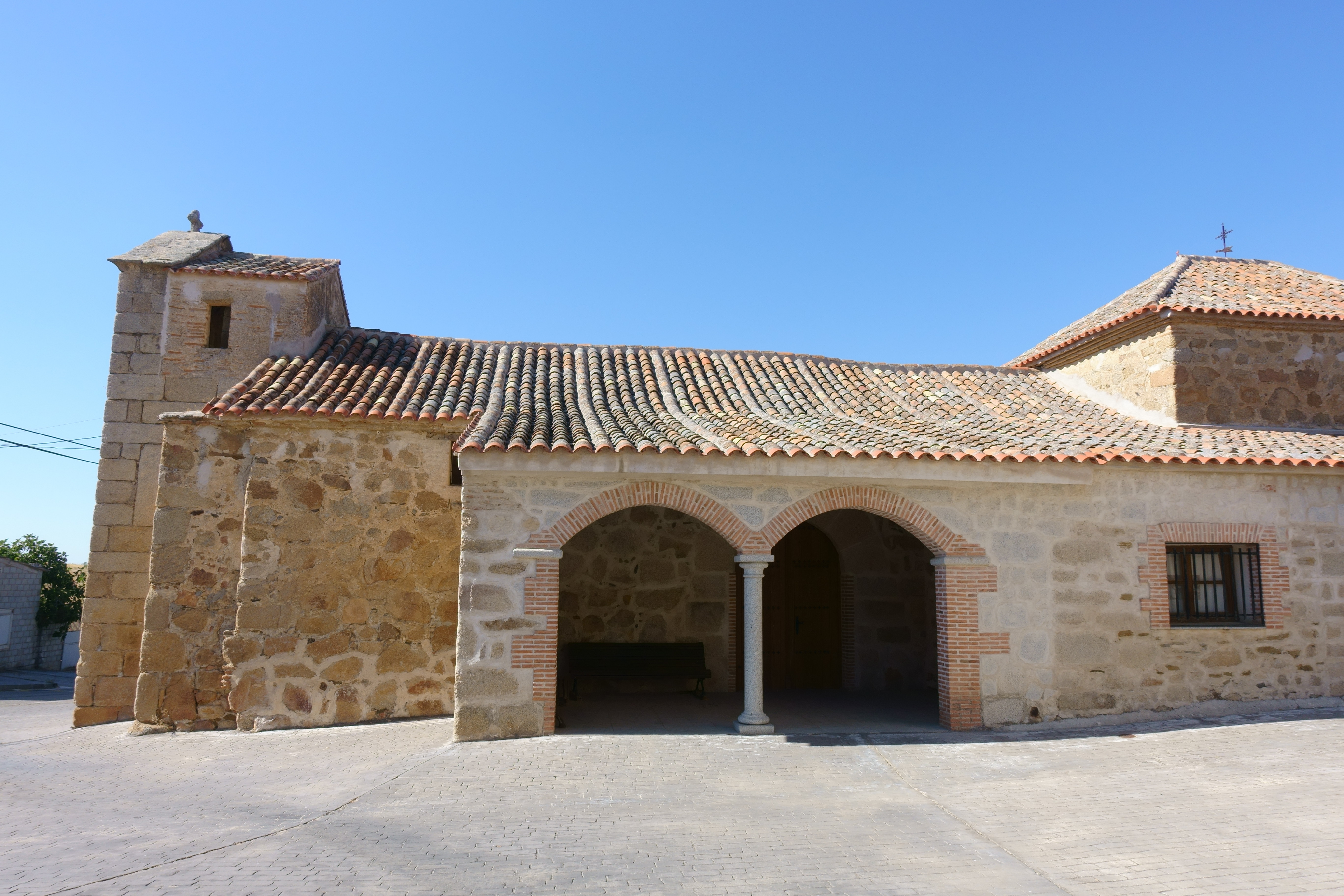
Vista lateral de la iglesia de San Pedro Apóstol

- Iglesia parroquial de San Pedro Apóstol:[3] de una nave cubierta por artesa con refuerzos en las esquinas traseras.
- Ciudad de Vascos: ruinas musulmanas del siglo X, situadas en la finca Las Cucañas, declaradas bien de interés cultural. Están abiertas al público los sábados por la mañana.

## Fiestas
- 17 de enero: romería de San Antón.
- 3 de mayo: la Cruz de Mayo.
- finales de julio: fiestas de la fraternidad.